# Каролин Уестън
Каролин Уестън (на английски: Carolyn Weston) е американска писателка на произведения в жанра драма, криминален роман и шпионски трилър.

## Биография и творчество
Каролин Уестън е роден на 4 юни 1921 г. в САЩ. Отраства в Холивуд по време на Голямата депресия. По време на Втората световна война работи в авиационен завод. След това обикаля Съединените щати и работи различни временни работи. След завръщането си в Калифорния започва да пише любовни и криминални истории.
Първият ѝ роман „Tormented“ (Изтерзани) е издаден през 1956 г. и е история за сексуалното привличане и превръщането му в мания. Следва криминалния трилър „Face of My Assassin“ (Лицето на моя убиец) представящ история на тема расовите различия и социални взаимоотношения провокирани от убийството на чернокож учител. Третият и роман е шпионския трилър „Spy in Black“ (Шпионин в черно).
Успехът на писателката идва с трилогията „Круг и Келог“. Главни герои в нея са полицейските служители от Сан Франциско, строгият сержант Ал Круг, който не си поплюва в разследванията и разпитите, и неговата противоположност, младият детектив Кейси Келог, идеалистично ченге с техническо ноу-хау, който все още живее с майка си. Първата книга от поредицата „Poor, Poor, Ophelia“ (Бедна, бедна Офелия) става основа за хитовия мега сериал „Улиците на Сан Франциско“ от 1972 – 1977 г. с участието на Карл Молдън и Майкъл Дъглас.
Каролин Уестън умира на 20 юли 2001 г. в Санта Моника, Калифорния.

## Произведения

### Самостоятелни романи
- Tormented (1956)
- Face of My Assassin (1959) – с Ян Хъкинс
- Danju Gig (1969) – издаден и като „Spy in Black“

### Серия „Кейси Келог / Круг и Келог“ (Casey Kellog)
1. Poor, Poor, Ophelia (1972)
2. Susannah Screaming (1975)
3. Rouse the Demon (1976)

серията е продължена от писателката Робин Бурсел с романа „Последното добро място“

### Екранизации
- 1966 Days of Our Lives – тв сериал, 1 епизод, сценарий
- 1972 – 1977 Улиците на Сан Франциско, The Streets of San Francisco – тв сериал, 120 епизода
- 1992 Back to the Streets of San Francisco – тв филм, по поредицата